# Бразильские военнопленные в Первой мировой войне
Бразильские военнопленные в Первой мировой войне — небольшая группа бразильских моряков, захваченных в плен немецкими подводными лодками во время Первой мировой войны. Бразилия вступила в войну на стороне Антанты в 1917 году после того, как немецкие подводные лодки потопили несколько бразильских торговых судов в Атлантике. Часть моряков с затонувших судов были взяты немцами в плен и отправлены в лагеря для военнопленных в Германии. Бразилия оказывала им финансовую помощь через посредничество швейцарского правительства.

## Предыстория
Бразилия и Германия оказались по разные стороны конфликта в Первой мировой войне: Германия вступила в войну на стороне Центральных держав, а Бразилия — на стороне Антанты, что в дальнейшем привело к появлению бразильских военнопленных в Германии. 10 октября 1918 года, за месяц до окончания военных действий, Германия удерживала более 2,4 миллиона пленных со всего мира, среди которых были бразильские и японские военнопленные.

## Интернирование гражданских
Германия и Австро-Венгрия интернировали некоторое количество бразильских граждан, которые проживали в этих странах в лагеря и тюрьмы. Швейцария информировала Бразилию о жестоком обращении с бразильцами в Германии. Со своей стороны Бразилия также интернировала 700 «подозрительных» немцев, в основном моряков и резервистов. 29 ноября 1918 года военное министерство Пруссии издало приказ о том, чтобы граждане Бразилии были освобождены из немецких гражданских лагерей и — если они того пожелают — получили выездные визы, позволяющие им вернуться домой. 

## Захват в плен
На протяжении Первой мировой войны немецкие подводные лодки неоднократно топили бразильские торговые суда. Некоторые члены экипажей торговых судов, потерпевших крушение, были пленены немцами (даже если на тот момент Бразилия соблюдала нейтралитет) и были направлены в лагеря для интернированных в Германии.
9 декабря 1916 года бразильское судно «Rio Pardo» было захвачено немецкими военно-морскими властями в Северном море. Бразильский моряк Антонио Пассос попал в плен. Он находился в лагере для военнопленных Минден в Германии, и получал помощь от швейцарской благотворительной организацией для военнопленных.
18 октября 1917 года в территориальных водах Испании в Бискайском заливе немецкой подводной лодкой U-93 под командованием Гельмута Герлаха было задержано и торпедировано торговое судно «Macau» (ранее являлось немецким судном Palatia и было одним из сорока шести судов, конфискованных Бразилией 1 июня), перевозившее кофе и зерно во французский город Гавр. Командир судна Сатурнино Фуртадо де Мендонса и его стюард Арлиндо Диас дос Сантос стали военнопленными и взяты на борт немецкой подводной лодки. После чего их дальнейшая судьба неизвестна.
Известие о потоплении судна достигло Бразилии 23 октября. Бразильское правительство пыталось получить больше информации о судьбе пленных, и швейцарское посольство в Берлине направило три срочных нотификации императорскому правительству 7, 15 и 26 ноября 1917 года. Ответ был получен только 16 января 1918 года, в котором Имперское министерство военно-морского флота Германии заявило, что, согласно собранным документам, командир Фуртадо де Мендонса поднялся на борт подводной лодки после торпедирования «Макао» и что впоследствии командир был пересажен на первое попавшееся судно — лодку самого капитана.
Бразильское правительство считала немецкие объяснения недостаточные и не очень убедительными для обоснования исчезновения этих двух людей, поэтому выдвигались различные версии об их судьбе: их подобрало какое-то судно, которое оставило их в гавани или на берегу; судно, подобравшее их, само было торпедировано другой немецкой подводной лодкой; они были расстреляны немецким экипажем.
Даже после окончания конфликта и репатриации они так и не были найдены, их судьба неизвестна. Потопление данного бразильского грузового судна и взятие в плен экипажа стало главным фактором, подтолкнувшим Бразилию ко вступлению в Первую мировую войну. Германия продолжала торпедировать торговые суда и брать в плен бразильских моряков.

## Статистика
Численность военнопленных было небольшой, они состояли из морских офицеров и экипажей. Немецкий исследователь Вильгельм Дёген оценил численность бразильских военнопленных всего в 2 бразильских рядовых пленных на момент 10 октября 1918 года.
Историк Марк Шпорер из Университета Хоэнхайма в исследовании о военнопленных в Германии, объединил группу военнопленных из Бразилии, Греции и Черногории в группу «другие». Исходя из этого, он пришёл к тому, что число военнопленных рядового и сержантского состава, этой группы составило 11 человек захваченных. Из них 1 человек умер, никто не был освобожден или не сбежал за время Первой мировой войны. Кумулятивный коэффициент смертности для этой небольшой группы военнопленных составил очень высокие 91 случай на 1000 человек. Соответственно, годовой коэффициент смертности достигал 153 случаев на 1000 человек, что было одним из самых высоких показателей среди всех национальных групп военнопленных в Германии. При этом средняя продолжительность их пребывания в плену составила около 0,6 года. В отличие от многих других групп, в этой не было зафиксировано случаев смерти от несчастных случаев или пневмонии.

## Дипломатическая активность Бразилии
Бразильское правительство интересовалась судьбой бразильских военнопленных и оказывало финансовую помощь. В официальном письме «№ 9 Управления по политическим и дипломатическим делам» министр Рауль ду Риу-Бранку в 1917 года информировал правительство о наличии бразильских пленных в Германии и попросил выделить специальное пособие для удовлетворения их потребностей прожиточном минимуме. Правительство незамедлительно предоставило средства, и форма оказания помощи была немедленно закреплена юридически.
Поскольку интересы Бразилии в Германии представляло швейцарское посольство в Берлине, 17 сентября 1918 года бразильское правительство передало управление помощью пленным Феликсу Калондеру, президенту Швейцарии и главе швейцарского политического департамента. Первым запросом, поступившим в швейцарское представительство, было получение от немецкого правительства информации об идентификации бразильских военнопленных: имя, фамилия, местность, дата рождения, профессия, дата пленения и в каком лагере они находятся. Швейцарское посольство в Берлине получило мандат от бразильского правительства 18 сентября 1918 года и начало процедуру через Франко-Бельгийское Бюро помощи военнопленным.  
В октябре Хортенс Хамуар де Рио-Бранко, председательница Бразильской секции помощи военнопленным в Германии, уже получила от Франко-Бельгийского Бюро помощи военнопленным информацию о бразильских военнопленных в Германии. В результате этой информации один из бразильских врачей, находившийся в плену, заявил, что не нуждается в помощи, поскольку его семья напрямую посылает ему посылки с продуктами питания. После войны по просьбе Бразилии США занимались вопросом репатриации бразильских военнопленных, в 1918 году Государственный департамент США запросил испанское правительство информацию о ситуации с бразильскими военнопленными в Германии.